# Werner Israel
Werner Israel (Berlino, 4 ottobre 1931 – Victoria, 18 maggio 2022) è stato un fisico canadese.

## Biografia
Nato a Berlino e cresciuto a Città del Capo in Sudafrica, nel 1954 ottenne un B.S. all'Università di Città del Capo e nel 1960 un Ph.D. al Trinity College dell'Università di Dublino.
Nel 1967 ha proposto il cosiddetto teorema no-hair per i buchi neri, per il quale "un buco nero non ha capelli", in quanto è interamente descritto da tre soli parametri: la sua massa, la carica elettrica e il momento angolare.
Nel campo della cosmologia di brana ha studiato le variazioni di un campo gravitazionale quando è attraversato da una piccolissima porzione di materia (una brana), introducendo il concetto di "condizioni di Israel". 
Nel 1990, insieme a Eric Poisson, ha dato interpretazioni pionieristiche dell'interno dei buchi neri e, seguendo un suggerimento di Roger Penrose, ha scoperto l'importante fenomeno dell'"inflazione della massa" (da non confondere con l'inflazione cosmologica), secondo il quale è da escludere il passaggio di materia attraverso un wormhole.
Israel ha insegnato per molti anni alla University of Alberta e nel 1996 è stato nominato professore di fisica e astronomia alla University of Victoria della Columbia Britannica.

## Pubblicazioni
- Event horizons in static vacuum space-times, in Physical Review n. 164, 1967, pp. 1776-1779.
- Internal structure of black holes (con E. Poisson), in Physical Review, vol. 41, 1990, pp. 1796-1809.
- General Relativity: an Einstein Centenary Survey (con S. W. Hawking), Cambridge University Press, 1979. ISBN 0-521-22285-0
- Three Hundred Years of Gravitation (con S. W. Hawking), Cambridge University Press, 1987. ISBN 0-521-34312-7

## Riconoscimenti
- Membro della Royal Society of Canada (1972)
- Distinguished Sherman-Fairchild Scholar del Caltech (1974)
- Research Prize in Natural Sciences and Engineering (1983)
- Membro della Royal Society di Londra (1986)